# Berchez
Berchez – wieś w Rumunii, w okręgu Marmarosz, w gminie Remetea Chioarului. W 2011 roku liczyła 638 mieszkańców.